# Orazio Petruccelli
Orazio Petruccelli (Potenza, 19 aprile 1914 – Argostoli, 24 settembre 1943) è stato un militare italiano.
Partecipò alla seconda guerra mondiale, e in particolare alla difesa dell'isola di Cefalonia durante i tragici fatti seguenti all'armistizio dell'8 settembre 1943. Fu decorato con Medaglia d'oro al valor militare alla memoria.

## Biografia
Nacque a Potenza il 19 aprile 1914, figlio di Vincenzo e Eleonora Correale, e dopo aver conseguito la laurea in Scienze Politiche si arruolò nell'Arma dei Carabinieri come allievo nella Legione di Roma. A causa di una grave malattia abbandono la vita militare, entrando come funzionario presso la filiale della Banca d'Italia di Napoli.
Dopo l'entrata in guerra dell'Italia, il 10 giugno 1940, si arruolò volontario come sottotenente di complemento, chiedendo di essere destinato in zona di guerra. Il 23 marzo 1943 fu inviato alla 2ª Compagnia del 7º Battaglione Mobile Carabinieri, assegnata alla 33ª Divisione di fanteria "Acqui" di stanza sull'isola di Cefalonia. Dopo la proclamazione dell'armistizio dell'8 settembre 1943 la divisione decise di resistere ai tedeschi. Durante le trattative incorse tra il comandante della divisione, generale Antonio Gandin, e i comandi della Wehrmacht, la mattina del giorno 14 egli riunì una ventina di uomini fedeli deciso ad arrestare il generale Gandin per tradimento. Il piano fallì in quanto Gandin, oggetto di un attentato da parte di un carabiniere, aveva messo a guardia del suo comando un reparto di fanteria armato di mitragliatrici. In quello stesso frangente, sfidando un picchetto armato tedesco, egli ammainò la bandiera germanica issata oltraggiosamente nella piazza di Argostoli, innalzando nuovamente quella italiana.
Al comando dei suoi uomini prese parte ai successivi combattimenti, distinguendosi per il coraggio dimostrato sulle alture di Hieramis al fianco del capitano Vincenzo Saettone. Catturato dal nemico dopo giorni di lotta, fu fucilato a Capo San Teodoro il 24 settembre 1943. insieme al capitano Giovanni Mario Gasco, e al tenente Alfredo Sandulli Mercuro. Per il coraggio dimostrato in quel frangente gli fu assegnata la Medaglia d'oro al valor militare alla memoria, ed inoltre gli sono state intitolate vie nella sua città natale e a Napoli.
A Potenza e a Napoli sono state intitolate strade in suo onore e il suo nome è commemorato nella caserma dei Carabinieri di Potenza. Ogni anno, si svolgono cerimonie per ricordare il suo sacrificio, evidenziando il suo esempio di fedeltà alla Patria e dedizione al dovere.

### Annotazioni
1. ↑  Dichiarazione resa dai CC.RR. Francesco Scanga e Attilio Appetecchi il 31 ottobre 1944.
2. ↑  Secondo la testimonianza dei CC.RR. Scanga e Appetecchi, un carabiniere, presumibilmente un certo Nicola Tirono, aveva lanciato una bomba a mano contro Gandin mentre questi scendeva dalla macchina, ma fortunatamente l'ordigno non era esploso.
3. ↑  Secondo la testimonianza del sottotenente Giovanni Parissone, uno dei 37 scampati alle fucilazioni della Casa Rossa: Tra i primi, gli ammirevoli ufficiali dell'Arma, il capitano Giovanni Maria Gasco, il tenente Alfredo Sandulli Mercuro e il s.ten. Orazio Petruccelli, tenendosi stretti uno all'altro, passano davanti a me, che m'ero appartato con un altro ufficiale, esclamando:- "Addio ragazzi! Arrivederci in Paradiso!" -Riconosco la voce serena del capitano Gasco, che, calmo, controllato come sempre, accompagna i suoi fedeli ufficiali all'olocausto.... (Notizia tratta dal libro: A Cefalonia e Corfù si combatte di Giovanni Giraudi , Cavallotti Editore, Milano, 1982).
4. ↑  Nato a Brindisi nel 1904, era Comandante della 2ª Compagnia del VII Battaglione Carabinieri mobilitato a Cefalonia all'atto dell'armistizio dell'8 settembre 1943. Secondo la testimonianza del Console civile a Cefalonia, Vittorio Seganti, il 25 luglio 1943, all'atto della caduta del regime fascista, egli manifestò liberamente la propria gioia per la destituzione di Benito Mussolini, sostituito dal Maresciallo d'Italia Pietro Badoglio alla guida del governo italiano. Entrato in aperto contrasto con Gandin, prese parte ai combattimenti contro i tedeschi e fu fucilato alla Casetta Rossa il 24 settembre 1943. Decorato con Medaglia d'argento al valor militare alla memoria con la seguente motivazione: Comandante la compagnia dei carabinieri si schierava decisamente tra i propugnatori della lotta per l’onore delle armi. volontariamente accorreva in soccorso di un battaglione riuscendo a riorganizzare i pochi superstiti e mantenere le posizioni in attesa di rinforzi. Catturato dai tedeschi affrontava la fucilazione con serena dignità, lieto di cadere pur di lasciare un nome incontaminato ai suoi cinque figli. Cefalonia, 24 settembre 1943.
5. ↑  Anche Sandulli Mercuro fu decorato con Medaglia d'oro al valor militare alla memoria.
6. ↑  Tale decorazione fu consegnata alla vedova, Signora Iolanda Schifani Cortini, il 5 luglio 1949, durante una solenne cerimonia tenutasi presso la Caserma "Legnano" a Roma.

### Fonti
1. 1 2 3 4 5 6  Matassini 2013, p. 48.
2. 1 2 3 4 5  Matassini 2013, p. 49.
3. ↑    ancssezionepotenza, su ancsezionepotenza.altervista.org. URL consultato il 13 giugno 2024.